# Storena uncinata
Storena uncinata är en spindelart som beskrevs av Ono 1983. Storena uncinata ingår i släktet Storena och familjen Zodariidae.
Artens utbredningsområde är Nepal. Inga underarter finns listade i Catalogue of Life.